# Cleveland (Misuri)
Cleveland es una ciudad ubicada en el condado de Cass en el estado estadounidense de Misuri. En el Censo de 2010 tenía una población de 661 habitantes y una densidad poblacional de 170,6 personas por km².

## Geografía
Cleveland se encuentra ubicada en las coordenadas 38°40′40″N 94°36′0″O / 38.67778, -94.60000. Según la Oficina del Censo de los Estados Unidos, Cleveland tiene una superficie total de 3.87 km², de la cual 3.83 km² corresponden a tierra firme y (1.27%) 0.05 km² es agua.

## Demografía
Según el censo de 2010, había 661 personas residiendo en Cleveland. La densidad de población era de 170,6 hab./km². De los 661 habitantes, Cleveland estaba compuesto por el 95.61% blancos, el 0.15% eran afroamericanos, el 0.91% eran amerindios, el 0.91% eran asiáticos, el 0% eran isleños del Pacífico, el 0% eran de otras razas y el 2.42% pertenecían a dos o más razas. Del total de la población el 2.12% eran hispanos o latinos de cualquier raza.